# Batman & Dracula: Red Rain
A trilogia de Banda Desenhada Batman & Drácula: Chuva Rubra / Tempestade de Sangue / Bruma Escarlate foi escrita por Doug Moench e desenhada por Kelley Jones, com arte-final de Malcom Jones III e Les Dorscheid no primeiro capítulo e John Beaty nos dois últimos.
O primeiro capítulo foi publicado no Brasil pela Editora Abril, tendo os dois últimos sido editados pela Mythos Editora.

## Batman & Drácula: Chuva Rubra
Denominada originalmente Batman & Dracula: Red Rain esta mini-série passada numa realidade paralela (Elseworlds), narra o confronto de Batman com Drácula, o Príncipe das Trevas.
Enquanto Bruce Wayne delira num sonho enevoado e conflituoso, vampiros rasgam gargantas nas noites de Gotham City. As vítimas são principalmente os indigentes e as prostitutas de rua. Enquanto Batman se aconselha com Ariane, toda esta informação é censurada pelas autoridades municipais, com o fim do Prefeito Woods, o primeiro afro-americano naquela função, não parecer incapaz de proteger os seus munícipes na altura da campanha para a sua reeleição.
Batman alia-se a Tanya - uma vampira que se rebelou contra Drácula e se alimenta de plasma sintético - e aos seus companheiros, munidos de estacas de carvalho, crucifixos e armas de prata, para derrotarem Drácula e os seus seguidores. A vitória tem um alto preço: a destruição da Mansão Wayne a morte de Tanya, dos seus companheiros e de Bruce Wayne.
E se o prefeito renuncia ao cargo, a lenda de Batman continua, ou não se tivesse tornado ele um vampiro.

## Tempestade de Sangue
Nesta mini-série (Bloodstorm, no original), o Joker lidera uma horda de vampiros, originária dos poucos que sobreviveram ao combate travado por Tanya e Batman, com o objectivo de enriquecer a sua legião com os mafiosos milionários e líderes criminosos de Gotham City. Enquanto os confronta, o vampiro Batman está simultaneamente envolvido numa batalha pessoal desde a sua transformação, uma vez que o plasma artificial está a perder o seu efeito e a sede por sangue cada vez mais irresistível.
Entretanto, Selina Kyle é atacada por Creach e, embora mordida, consegue escapar. No entanto, o seu corpo sofre severas transformações durante a seguinte lua cheia, tornando-se uma criatura felina, uma mulher-gato.
Aplacada a sua sede de sangue pela Mulher-Gato, Batman alia-se a ela para exterminarem todos os vampiros. Paralelamente, Gordon e Alfred lideram a equipa diurna complementar.
Com a morte da Mulher-Gato pelo Joker, Batman aniquila-o, provando pela primeira vez o sangue humano. Destituído da sua humanidade e tendo-se tornado o que mais abominava, compete a Alfred e a Gordon cumprir o seu último pedido - exterminá-lo.

## Bruma Escarlate
Crimson Mist (no original) narra o combate final de Batman com os supervilões de Gotham City. Desprovida do seu maior guardião, Gotham City torna-se um antro de criminalidade. Maníacos homicidas infestam as suas ruas para roubar, aterrorizar e assassinar inocentes, sem nenhum valor pela vida humana.
Após um deprimido Gordon comentar com Alfred o quão a situação sem Batman se tornou incontrolável, este toma a fatídica decisão de ressuscitar o Cavaleiro das Trevas. Ao regressar da Morte, Batman revolta-se contra o seu antigo amigo, deixando claro que não pode mais controlar a sua sede por sangue humano. Decidido a alimentar-se do sangue dos assassinos insanos que assolam a sua metrópole, o ex-herói inicia um sanguinolento extermínio de criminosos, incluindo os que estão detidos no Asilo Arkhan.
Alfred e Gordon vêem-se obrigados a aliarem-se com o Duas-Caras e o Crocodilo, dado o comportamento do ex-herói. Com a aparente derrota de Batman pelas mãos de Gordon, o Duas-Caras e o Crocodilo tentam assassinar os seus novos aliados. Alfred sacrifica a sua vida para que Batman salve Gordon e detenha os criminosos. No final, Batman concorda em ser exterminado segundo o plano de Gordon, mas este é acidentalmente morto, antes do antigo Cavaleiro das Trevas se auto-exterminar.

## Personagens principais da trilogia
- Batman
- Comissário Gordon
- Alfred Pennyworth
- Ariane
- Drácula
- Tanya
- O Coringa
- Mulher-Gato
- Creach
- Duas-Caras
- Espantalho
- Pinguim
- Charada
- Hera Venenosa
- Amygdala
- Chapeleiro Louco
- Zsasz
- Máscara Negra
- Prefeito Woods
- Cardona
- Manny Tubarão
- Dr. Arkham